# Église Saint-Pierre de Balesmes
Pour les articles homonymes, voir Église Saint-Pierre.
L'église Saint-Pierre de Balesmes est une église catholique située dans l'ancienne commune de Balesmes, dans le département français d'Indre-et-Loire en région Centre-Val de Loire.
Elle est située place Pierre-Bérégovoy, au lieu-dit Balesmes dont elle a pris le nom.

## Historique
Construite au XIe siècle, elle est agrandie au XIe siècle et restaurée au XVIIIe siècle.
L'église est classée au titre des monuments historiques par arrêté du 7 mai 1908.

## Description
Le porche date du XVIIIe siècle. Les voûtes de l'absides sont formées d'ogives tandis que celles des absidioles sont en demi-coupoles. Certains des vitraux viennent de l'atelier de Tours.
Son plan en croix latine à nef unique est caractéristique des églises romanes de la région.